# Hasnaa Lachgar
Hasnaa Lachgar (sinh ngày 27 tháng 9 năm 1989) là một võ sĩ người Maroc. Cô đã tham gia cuộc thi hạng nhẹ nữ tại Thế vận hội Mùa hè 2016.